# 詹姆斯·海爾曼
詹姆斯·M·海爾曼（1980年—，James M. Heilman，又稱「Doc James」）是一位加拿大的急診科醫生、維基人，是倡議應當提升維基百科衛生保健相關內容的行動主義者。他持續的推動鼓勵其他和他一樣的醫療從業人員一起來貢獻維基百科這個史上最大的線上百科全書。
他是一位活躍貢獻于英文维基百科的医学专题（英語：WikiProject Medicine）的維基百科編輯者，曾於2010年到2013年間擔任維基媒體加拿大分會的會長，他同時創立了維基醫學專題基金會並擔任過會長。而他也創立了維基醫學專題的醫學翻譯工作小組 。2015年他當選成為維基媒體基金會董事。
海爾曼是不列顛哥倫比亞大學急診部門的臨床指導醫師 ，同時也在他居住的克兰布鲁克擔任東庫特尼地區醫院的急診科醫師。

## 童年與學生時期
海爾曼在薩斯喀徹溫出生、成長 。他2000年畢業於萨斯喀彻温大学的解剖學理學士，而後他在2003年繼續拿到了醫學士學位 。他後來在不列颠哥伦比亚完成了他的住院醫師階段。

## 行醫
海爾曼先是在穆斯喬聯合醫院工作到2010年，這是一所在薩斯喀徹溫穆斯乔的醫院。在這之後，他開始了在東庫特尼地區醫院的工作。2012年10月，他被指派為東庫特尼地區醫院的急診科部門主管。

## 維基百科的編輯與倡議
海爾曼在2008年開始從醫學相關的維基百科條目開始編輯，他從那時起便一直鼓勵他的醫師同仁一起參與維基的醫學內容編輯。他在一個很漫長的值班夜裡，開始對編輯維基百科產生興趣。當他查閱肥胖症的條目時發現了不少的錯誤。「我發現我其實可以修正這些錯誤。我進行了大量的編輯並且大幅提升了條目的品質。我好像從此就無法自拔地迷上了。」他在2011年告訴漢彌爾頓觀察報。
海爾曼參與了一項維基醫學專題基金會與無國界譯者共同合作的前導計畫，致力於改善英文維基百科的醫學內容條目並將重要的內容翻譯到其他語言中。維基醫學專題基金會也跟加利福尼亚大学旧金山分校合作，透過提供學生學分來招募科學文獻的編輯志工並提升醫學相關的維基百科品質。在2014年，維基醫學專題基金會也與考克蘭實證醫學資料庫成為夥伴，提升維基百科上資料的正確性與可靠性。有關這種合作，海爾曼提到：「維基百科運作的方式是所有內容完全以所列的參考資料為準，若用來寫維基百科的參考資料是最好的，有機會讓維基百科中有最好的資訊。」
海爾曼在2014年維基媒體國際會議提到，有93%的醫學系學生使用維基百科，因此他認為「修正維基百科上的內容」對每個關心醫療保健的人而言，都是現今重要的工作。
海爾曼在2015年6月選為维基媒体基金会董事.。在2015年12月，董事會除去了海爾曼的董事職位，此一決定造成維基社群之間很大的爭議。在除去了海爾曼董事職位後，基金会發表一個聲明，認為海爾曼已失去基金会的信任。海爾曼自己提到：「在前幾週基金会曾經給他自行辭職的的選項，不過身為社群選出的董事，我認為我的任務是來自選我的社群，因此拒絕辭職，我認為這様的舉動是辜负选我的人。」

### 伊波拉疾病上的貢獻
利用海爾曼建議的方式重審及修正醫學內容（而且其中不少是海爾曼的貢獻），英文維基百科中像埃博拉出血热等最高等級的條目，被譽為和世界卫生组织及美国疾病控制与预防中心一样，在公共醫學上可信賴且可靠的資訊來源。海爾曼減少了在急診室工作的時間，因此他可以有更多的時間更新維基百科內容。他在2014年告訴克蘭布魯克鎮民日報有關維基百科在埃博拉出血热資訊的覆蓋率：「重要的是強調我們所知道的，確認非主流的論點沒有被不成比例的誇大。」。他也提到，雖然有很多埃博拉出血热會由空氣傳播的流言，但沒有實證可證實此說法，而且埃博拉出血热造成的死亡人數遠少於疟疾及腸胃炎等疾病。

## 研究著作
2014年5月之前，海爾曼和多倫多大學的Samir Grover進行一個研究，指定醫學院的學生用維基百科或是醫學教科書進行測試，確認哪一個比較準確。海爾曼也和微软一起進行研究，發現在伊波拉病毒影響最大的三個國家中，維基百科是最多人使用的疾病資訊來源。在2015年，海爾曼和Andrew West發表一個研究，指出2008年至2013年之間，關注醫學條目編輯的維基人減少了40%。這些結論及以其他維基百科上醫學內容產出及被使用的詳細分析，都在2015年的醫學網際網路期刊中發表。

## 爭議

### Rorschach測試圖片事件
2009年時，在海爾曼還是穆斯喬聯合醫院住院醫師時，他在英文維基百科中墨迹测验條目中加入了墨迹测验的圖案，有心理學家認為這會使墨迹测验失效。有些心理學家則認為「此測驗早已不流行，用的人也不多。」。在纽约时报的專訪中，海爾曼說他加入了整組的圖案，因為針對單一圖案的爭議看來可笑，而且心理學家的担忧没有根据。在2009年7月31日加拿大AM電視的專訪中，海爾曼也認為：「（墨迹测验）的資訊是可以放在百科全書中的。」這是人們看此條目時，會希望看到的內容。」。2009年8月，有二名加拿大心理學家向當地的醫師組織投訴海爾曼，海爾曼認為是「恐吓战术」。在2009年9月，不列颠哥伦比亚省心理學家協會要求安省医生及外科医生协会調查海爾曼貼出墨迹测验圖案一事，海爾曼告訴CTV新聞：「心理學家協會試著不讓該學術圈以外的人參與有關他們所做之事的討論，以他個人的觀點，他認為這是很不好的科學。」。在維基百科中大幅的討論後，這些圖片留下來，沒有被刪除。

### 教科書抄襲事件
2012年時，海爾曼注意到印度Jaypee Brothers出版的Understanding and Management of Special Child in Pediatric Dentistry書中，有一大段有關人類免疫缺陷病毒文字是剽竊自英文維基百科的對應條目內容。最後出版商回收此書。在2014年10月，海爾曼讀到牛津大學出版社出版的Oxford Textbook of Zoonoses的複本，注意到其中有關伊波拉疾病的內容和維基百科中的內容相當接近，一開始他懷疑是在撰寫該條目時有剽竊該教科書的內容，不過後來發現該條目的內容是在2006年至2010年所寫，而這本書是在2011年出版。牛津大學出版社的發言人Christian Purdy認為教科書的部份內容是複制自其他內容，但認為是「不慎遺漏了適當署名」而不是剽竊。

### 其他事件
海爾曼被捲入和維基百科有關超覺靜坐條目的爭議中，他曾二次將此議題帶到仲裁委员会，仲裁委员会在2010年曾處理過一次。2012年時，海爾曼和另一位維基人因為將營利網站维客旅行中志願者編輯的自由授权內容移到非營利網站维基导游，被Internet Brands控告，維基基金會在此訴訟中支持海爾曼的行動，认为是志愿者的自由选择。。双方在2013年2月解决了他们的诉讼。2014年海爾曼批評一項研究，其結論指出維基百科的醫學內容中，每十篇有九篇有誤。2015年時《大西洋》有報導提及對維基百科涉及利益衝突的編輯，其中具體描述海爾曼修正美敦力員工在維基百科經皮下脊椎修補術中，設法美化該手術的編輯（美敦力的產品中有該手術的材料）。

## 個人生活
海爾曼喜歡超級馬拉松冒險比賽。2008年他和當時的女友曾經參與世界四大極地超級馬拉松巡迴賽戈壁沙漠場。他也參與過撒哈拉沙漠馬拉松、世界冒險賽跑冠軍賽，以及加拿大薩克其萬馬拉松。

## 關於維基百科的出版物
均為英文書寫，中文標題為暫譯。
- 考科藍與維基百科：可能合作，讓可信證據的分析與整理向前跨大步Cochrane and Wikipedia: The collaborative potential for a quantum leap in the dissemination and uptake of trusted evidence[50]
- 建立使用維基的意識，以便提升在醫療衛生相關專業的教育的合作。Creating awareness for using a wiki to promote collaborative health professional education[51]
- 登革熱：維基百科Dengue fever: a Wikipedia clinical review[52]
- Open Access to a High-Quality, Impartial, Point-of-Care Medical Summary Would Save Lives: Why Does It Not Exist?[53]
- Wikipedia: A key tool for global public health promotion[54]
- Wikipedia and Medicine: Quantifying Readership, Editors, and the Significance of Natural Language[55]
- Why we should all edit Wikipedia[56]